# Maripá de Minas
Pour les articles homonymes, voir Maripa.
Maripá de Minas est une municipalité brésilienne de l'État du Minas Gerais et la microrégion de Juiz de Fora.